# Darryl Roberts (giocatore di football americano)
Darryl Keith Roberts (Lakeland, 26 novembre 1990) è un giocatore di football americano statunitense che milita nel ruolo di cornerback per il Washington Football Team della National Football League (NFL). Fu scelto dai New England Patriots nel 2015 nel settimo giro del draft (247º assoluto). Al college giocò a football con i Marshall Thundering Herd.

## Carriera

### New England Patriots
Darryl Roberts fu scelto dai New England Patriots nel corso del settimo giro (247ª scelta assoluta) del draft 2015. Il 1º settembre 2015 Roberts venne collocato nella lista degli infortunati a causa di una lesione al polso che si era procurata nella prima gara di pre-stagione contro i Green Bay Packers.
Il 3 settembre 2016 Roberts venne svincolato dai Patriots nell'ambito delle ultime modifiche al roster stagionale.

### New York Jets
Il 4 settembre 2016 Roberts fu ingaggiato dai New York Jets dove giocò per quattro stagioni.

### Detroit Lions
IL 2 aprile 2020 Roberts firmò un contratto di un anno con i Detroit Lions.

### Washington Football Team
Il 26 marzo 2021 Roberts firmò con il Washington Football Team.